# 犬山市立東部中学校
犬山市立犬山東部中学校（いぬやましりつ いぬやまとうぶちゅうがっこう）は、愛知県犬山市大字羽黒新田にある公立中学校。

## 概要
地域の大規模住宅地開発に伴い設置された中学校で、かつては700名以上の生徒が在籍していた。近年、校区の住宅団地の少子高齢化に伴い生徒数は減少傾向である。そのため、2016年には生徒数が増加傾向の犬山市立城東中学校の校区の一部を編入している。
犬山市立羽黒小学校校区の一部（東部）と犬山市立東小学校校区、犬山市立池野小学校校区の生徒が通学する。羽黒小学校校区（西部）の生徒は南部中学校に通学する。

## 沿革
- 1984年（昭和59年）4月 - 犬山市立南部中学校、犬山市立城東中学校から分離し、犬山市立東部中学校として開校。
- 2016年（平成28年）4月 - 前原上東、前原中、前原下、前原上西、前原向屋敷、前原新田、前原台1-6が 城東中学校校区から東部中学校校区に変更される。

## 交通アクセス
- 犬山市コミュニティバス入鹿・羽黒線、「朝日北」バス停より徒歩約5分。
- 名鉄小牧線羽黒駅下車、徒歩約12分。

## 周辺施設
- 犬山市立南部中学校
- 犬山市立羽黒小学校
- 犬山市立東小学校
- 犬山市民文化会館
- 犬山長者町簡易郵便局
- 大宮浅間神社
- 山田電機製造犬山工場
- 名鉄小牧線羽黒駅

## 著名な卒業生
・湯田友美 - 元陸上競技選手、U20アジア陸上競技選手権大会女子3000m金メダリスト。